# Fernando Cabero
Fernando Cabero Zubiría (Pamplona, 8 de mayo de 1984) es un futbolista español que juega en la demarcación de defensa en el Arenas Club de la Segunda División B de España.

## Trayectoria
Fernando Cabero Zubiría dio sus primeros pasos como futbolista en las categorías inferiores del Azkarrena, en el que destaca desde muy joven, cuando se lo llevan en categoría infantil a la Peña Sport, filial del Club Atlético Osasuna.
Tras el primer año en la Peña Sport Futbol Club es convocado por la Selección de fútbol de Navarra para jugar el campeonato de España de selecciones Autonómicas donde volvería también como juvenil. En su último año de juvenil ficha por el C.D Amigo en División de Honor donde tras hacer un buen año vuelve a la Peña Sport disputando 25 partidos en Segunda B.
En el 2005 ficha por el Club Deportivo Leganés donde disputa 30 partidos como titular en el primer año. Tras sufrir una lesión vuelve en el 2007 a la Peña Sport.
En el 2008 ficha por el Club Deportivo Mirandés con el objetivo conseguido de ascender al equipo, realizando una gran temporada disputando 39 partidos y confirmándose como el defensa más goleador de la liga.
En 2009 realiza otra temporada excepcional disputando 28 partidos y encajando 2 goles. Mostrándose como un muro infranqueable en la zaga defensiva y creando un poderoso juego aéreo en el área rival. 
En la temporada 2011-12 la Sociedad Deportiva Noja cuenta con él como parte del proyecto de Angel Viadero para ascender al equipo, jugando tanto en el medio del campo como en cualquier posición de la zaga defensiva. Renueva su contrato para la temporada 2012-13, disputando casi la totalidad de los partidos, en la que la SD Noja hace historia quedando 9º en la liga y llegando a la tercera ronda de la Copa del Rey.
El verano de 2013 consigue el título de campeón del European FIFPro Tournament con la Selección AFE España. 
En este torneo participaron las Asociaciones de Futbolistas Profesionales de seis países europeos, Portugal, Holanda, Bélgica, Dinamarca, Francia y España,y se disputó los días 20 y 21 de julio en Rijnsburg (Holanda).
Pocas semanas después, en la temporada 2013/14 ficha por el Sestao River Club junto con Ángel Viadero, quien ya fuera su entrenador en el Noja.
A finales de la temporada 2016-17 llega libre al Arenas Club.

## Clubes
| Club                           | Categoría                 | Temporada         |
| ------------------------------ | ------------------------- | ----------------- |
| C.D Azkarrena                  | Categorías inferiores     | 1996 - 1999       |
| Selección de fútbol de Navarra | Campeonato de España      | 1999 - 2000       |
| Peña Sport Futbol Club         | Categorías inferiores     | 1999 - 2002       |
| C.D Amigó                      | División de Honor Juvenil | 2002 - 2003       |
| Peña Sport Futbol Club         | Segunda B                 | 2003 - 2004       |
| Peña Sport Futbol Club         | Segunda B                 | 2004 - 2005       |
| Club Deportivo Leganés         | Segunda B                 | 2005 - 2006       |
| Club Deportivo Leganés         | Segunda B                 | 2006 - 2007       |
| Peña Sport Futbol Club         | Segunda B                 | 2007 - 2008       |
| Club Deportivo Mirandés        | Tercera División Ascenso  | 2008 - 2009       |
| Club Deportivo Mirandés        | Segunda B                 | 2009 - 2010       |
| Club Deportivo Móstoles        | Tercera División          | 2010 - 2011       |
| FK Radnički 1923               | Superliga                 | 2011              |
| Sociedad Deportiva Noja        | Tercera División Ascenso  | 2011 - 2012       |
| Sociedad Deportiva Noja        | Segunda B                 | 2012 - 2013       |
| Sestao River Club              | Segunda B                 | 2013 - 2017       |
| Arenas Club                    | Segunda B                 | 2017 - Actualidad |